# هيكتور فيديريكو كاربالو
هيكتور فيديريكو كاربالو (بالإسبانية: Héctor Carballo)‏ (14 مارس 1980 بمورون في الأرجنتين - ) هو لاعب كرة قدم أرجنتيني في مركز الدفاع. لعب مع بوكا جونيورز وفيرو كاريل أويستي ونادي موتاجوا ‏ ونادي ألميرانته براون وProvincial Osorno ‏ ونادي غواراني (نادي كرة قدم) وKuala Lumpur Football Association ‏.

## وصلات خارجية
- هيكتور فيديريكو كاربالو على موقع قاعدة بيانات كرة القدم.إي يو (الإنجليزية)